# Euniphysa aculeata
Euniphysa aculeata är en ringmaskart som beskrevs av Elise Wesenberg-Lund 1949. Euniphysa aculeata ingår i släktet Euniphysa och familjen Eunicidae. Inga underarter finns listade i Catalogue of Life.